# 1-окса-2-азаспиро(2.5)октан
1-Окса-2-азаспиро[2.5]октан — органическое вещество, производное циклогексанона, принадлежащее к классу оксазиридинов. Находит применение в органическом синтезе как аминирующий реагент.

## Получение
Препаративный метод получения 1-окса-2-азаспиро[2.5]октан заключается во встряхивании смеси толуола, циклогексанона, водного аммиака и льда с раствором гипохлорита натрия. Толуольный слой после встряхивания промывают разбавленной соляной кислотой и в таком виде используют в дальнейших превращениях. Либо его можно высушить над сульфатом натрия и частично удалить растворитель в вакууме. Основными примесями в таком методе синтеза являются остаточный циклогексанон и N-хлорциклогексилимин, однако они не мешают использованию реагента. Более чистый продукт можно получить другим способом: по реакции гидроксиламин-О-сульфокислоты и циклогексаноном и гидроксидом натрия.
Чистоту реагента оценивают по результатам окислительно-восстановительного титрования. Аликвоту раствора смешивают с уксусной кислотой и добавляют иодид калия. Выделившийся иод титруют тиосульфатом натрия до обесцвечивания.

## Строение и физические свойства
1-Окса-2-азаспиро[2.5]октан растворим в толуоле, диэтиловом эфире, хлороформе и других органических растворителях и нерастворим в воде. В растворах реагент устойчив в течение 1-6 недель (при этом он теряет не более 15 % своей активности).

## Химические свойства

### N-Аминирование
Под действием 1-окса-2-азаспиро[2.5]октан вторичные амины аминируются в течение нескольких минут при комнатной температуре, образуя гидразоны циклогексанона, которые далее можно гидролизовать до свободных гидразонов. Первичные амины либо не аминируются селективно, либо для аминирования нужна высокая температура (80–100 °С). Для аминирования ароматических и гетероароматических аминов их необходимо сначала проацилировать, а затем частично депротонировать.

### S-Аминирование
Тиолы реагируют с 1-окса-2-азаспиро[2.5]октаном экзотермически. Для получения аминированных продуктов — сульфенамидов RSNH2 — промежуточное соединение также необходимо гидролизовать, как это делают в случае аминов.

### C-Аминирование
Примеры С-аминирования показаны на соединениях с активными метиленовыми группами — производных малоновой кислоты и цианоуксусной кислоты. В этих случаях обработка 1-окса-2-азаспиро[2.5]октаном даёт продукт с аминогруппой в α-положении, причём часто преобладает продукт двойного аминирования — α,α-диаминопроизводное. При этом не наблюдаются конкурирующие реакции гидроксилирования, как это бывает с другими аналогичными реагентами.

### O-Аминирование
Проводились эксперименты по аминированию воды до гидроксиламина и метанола до О-метилового эфира оксима циклогексанона, однако препаративные методы разработать не удалось.

### Синтез азиридинов
По отношению к алкенам 1-окса-2-азаспиро[2.5]октан также проявляет аминирующее действие: продуктом в их случае является соответствующий азиридин. С выходом 20-68 % такие продукты получали из замещённых стиролов, акрилонитрила и норборнена. Для циклогексена наблюдается одновременно реакция C- и N-аминирования: он образует N-аминоазиридин.

## См.также
Циклогексанон